# Fréteval
Fréteval est une commune française située dans le département de Loir-et-Cher en région Centre-Val de Loire.

## Géographie

### Localisation
Fréteval est un bourg du Perche dans la vallée du Loir, au nord du département de Loir-et-Cher, dans la petite région agricole des Vallée et Coteaux du Loir,.
À vol d'oiseau, il  se situe à 34 km  de Blois, à 15 km de Vendôme, et à 29,9 km de Savigny-sur-Braye.
La commune fait en outre partie du bassin de vie de Vendôme.

### Communes limitrophes
Les communes limitrophes sont  Busloup, Lignières, Morée, Pezou, Saint-Hilaire-la-Gravelle et Vievy-le-Rayé.

### Géologie et relief
Localisée au nord du département, la commune fait partie de la petite région agricole « les Vallée et Coteaux du Loir », bordée au nord par un coteau raide et au sud par les coteaux en pente douce., et, au centre, constituée par la vallée du Loir.
L'altitude du territoire communal varie de 85 mètres à 151 mètres,.

### Hydrographie

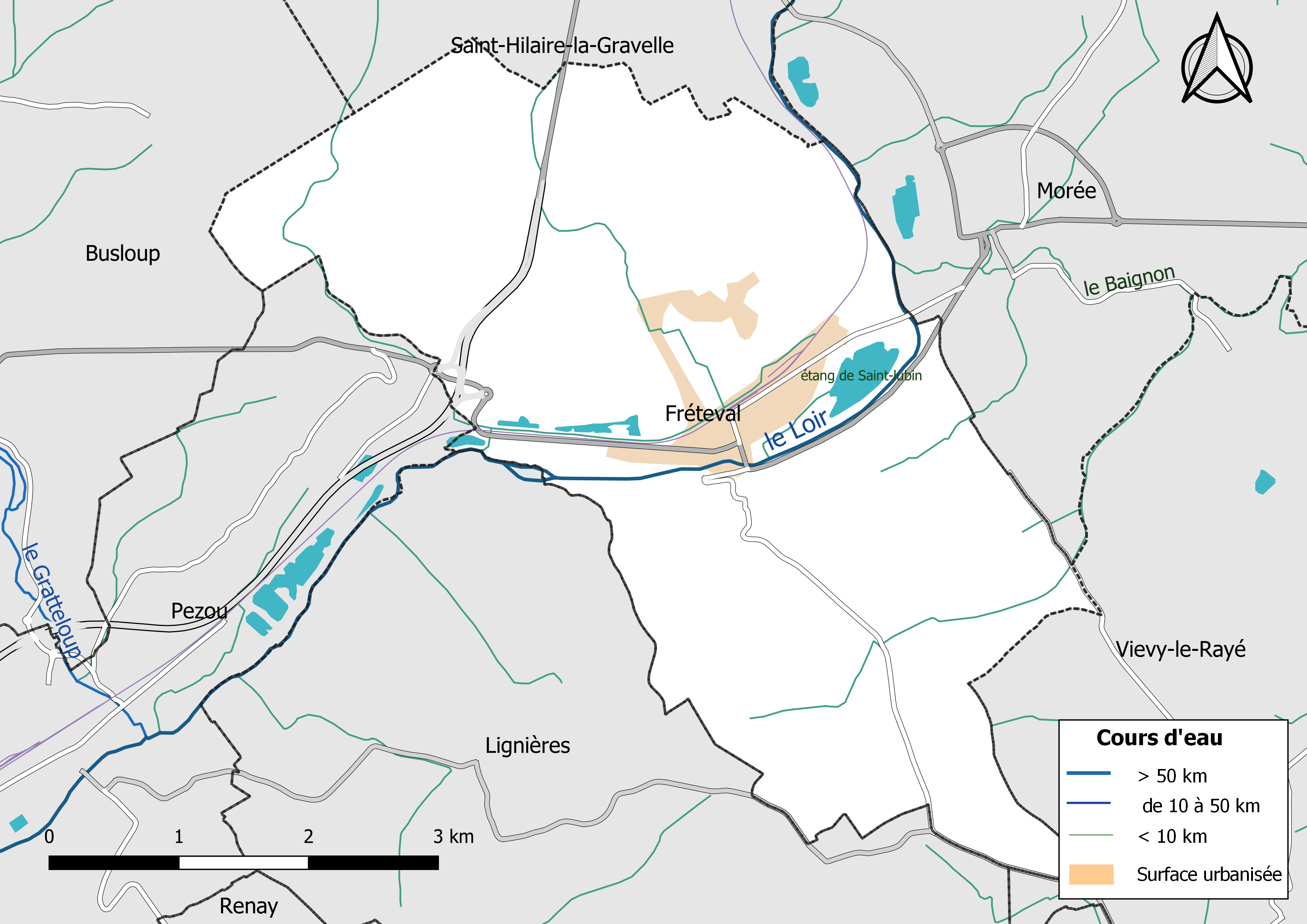
Réseau hydrographique de Fréteval.

La commune est drainée par le Loir (4,993 km) et par divers petits cours d'eau, constituant un réseau hydrographique de 18,45 km de longueur totale.
Le Loir traverse la commune du nord-est vers le sud-ouest. D'une longueur totale de 317,4 km, il prend sa source dans la commune de Champrond-en-Gâtine (Eure-et-Loir) et se jette dans la Sarthe à Briollay (Maine-et-Loire).
Sur le plan piscicole, ce cours d'eau est classé en deuxième catégorie, où le peuplement piscicole dominant est constitué de poissons blancs (cyprinidés) et de carnassiers (brochet, sandre et perche).

### Climat
Pour des articles plus généraux, voir Climat du Centre-Val de Loire et Climat de Loir-et-Cher.
En 2010, le climat de la commune est de type climat océanique dégradé des plaines du Centre et du Nord, selon une étude du CNRS s'appuyant sur une série de données couvrant la période 1971-2000. En 2020, Météo-France publie une typologie des climats de la France métropolitaine dans laquelle la commune est exposée à un climat océanique altéré et est dans la région climatique Moyenne vallée de la Loire, caractérisée par une bonne insolation (1 850 h/an) et un été peu pluvieux.
Pour la période 1971-2000, la température annuelle moyenne est de 10,7 °C, avec une amplitude thermique annuelle de 14 °C. Le cumul annuel moyen de précipitations est de 694 mm, avec 11,7 jours de précipitations en janvier et 7,1 jours en juillet. Pour la période 1991-2020, la température moyenne annuelle observée sur la station météorologique de Météo-France la plus proche, sur la commune de Saint-Léonard-en-Beauce à 14 km à vol d'oiseau, est de 11,9 °C et le cumul annuel moyen de précipitations est de 642,2 mm,. Pour l'avenir, les paramètres climatiques de la commune estimés pour 2050 selon différents scénarios d'émission de gaz à effet de serre sont consultables sur un site dédié publié par Météo-France en novembre 2022.

### Paysages
Dans le cadre de la Convention européenne du paysage, adoptée le 20 octobre 2000 et entrée en vigueur en France le 1er juillet 2006, un atlas des paysages de Loir-et-Cher a été élaboré en 2010 par le CAUE de Loir-et-Cher, en collaboration avec la DIREN Centre (devenue DREAL en 2011), partenaire financier. Les paysages du département s'organisent ainsi en huit grands ensembles et 25 unités de paysage,. La commune fait partie de l'unité de paysage de « la vallée amont du Loir », dans la vallée du Loir.
Le Loir en amont de Vendôme dessine un généreux couloir, plutôt régulier, qui ne s'élargit vraiment qu'à l'approche de Vendôme. Les coteaux, souvent trop raides pour être cultivés, bordent la vallée d'un net liseré sombre et boisé. Lorsqu'ils sont plus arrondis, comme à Morée, ils sont cultivés jusqu'à leur sommet et rejoignent progressivement les plateaux de Beauce. Ces reliefs doux et élégants sont fragiles et sensibles à toute implantation nouvelle de bâtiments. Le fond, aplani, est majoritairement dévolu aux cultures.

### Milieux naturels et biodiversité
Aucun espace naturel présentant un intérêt patrimonial n'est recensé sur la commune dans l'inventaire national du patrimoine naturel,,.

## Urbanisme

### Typologie
Au 1er janvier 2024, Fréteval est catégorisée commune rurale à habitat dispersé, selon la nouvelle grille communale de densité à sept niveaux définie par l'Insee en 2022.
Elle est située hors unité urbaine. Par ailleurs la commune fait partie de l'aire d'attraction de Vendôme, dont elle est une commune de la couronne,. Cette aire, qui regroupe 57 communes, est catégorisée dans les aires de moins de 50 000 habitants,.

### Occupation des sols
L'occupation des sols est marquée par l'importance des espaces agricoles et naturels (96,8 %). La répartition détaillée ressortant de la base de données européenne d'occupation biophysique des sols Corine Land Cover millésimée 2012 est la suivante :
terres arables (11,6 %),
cultures permanentes (0,6 %),
zones agricoles hétérogènes (15,4 %),
prairies (3,5 %),
forêts (65,2 %),
milieux à végétation arbustive ou herbacée (0,7 %),
zones urbanisées (1 %),
espaces verts artificialisés non agricoles (0,5 %),
zones industrielles et commerciales et réseaux de communication (1,7 %),
eaux continentales (0,5 %).
Surface totale : 2 049 ha.
Surfaces en culture : 970 ha.
Surfaces boisées : 543 ha.

### Habitat et logement
En 2020, le nombre total de logements dans la commune était de 696, alors qu'il était de 695 en 2015 et de 632 en 2010.
Parmi ces logements, 70,4 % étaient des résidences principales, 20,3 % des résidences secondaires et 9,3 % des logements vacants. Ces logements étaient pour 95,3 % d'entre eux des maisons individuelles et pour 3,4 % des appartements.
Le tableau ci-dessous présente la typologie des logements à Fréteval en 2020 en comparaison avec celle de Loir-et-Cher et de la France entière. Une caractéristique marquante du parc de logements est ainsi une proportion de résidences secondaires et logements occasionnels (20,3 %) supérieure à celle du département (7,9 %) et à celle de la France entière (9,7 %). Concernant le statut d'occupation de ces logements, 83 % des habitants de la commune sont propriétaires de leur logement (84,8 % en 2015), contre 68,2 % pour le Loir-et-Cher et 57,5 pour la France entière.
| Typologie                                               | Fréteval | Loir-et-Cher | France entière |
| ------------------------------------------------------- | -------- | ------------ | -------------- |
| Résidences principales (en %)                           | 70,4     | 81,2         | 82,1           |
| Résidences secondaires et logements occasionnels (en %) | 20,3     | 7,9          | 9,7            |
| Logements vacants (en %)                                | 9,3      | 10,9         | 8,2            |

### Planification de l'aménagement
La loi SRU du 13 décembre 2000 a incité fortement les communes à se regrouper au sein d'un établissement public, pour déterminer les partis d'aménagement de l'espace au sein d'un SCoT, un document essentiel d'orientation stratégique des politiques publiques à une grande échelle. La commune est dans le territoire du SCOT des Territoires du Grand Vendômois, approuvé en 2006 et dont la révision a été prescrite en 2017, pour tenir compte de l'élargissement de périmètre,.
En matière de planification, la commune disposait en 2017 d'un plan local d'urbanisme en révision.

### Risques naturels et technologiques
Le territoire communal de Fréteval est vulnérable à différents aléas naturels : inondations (par débordement du Loir ou par ruissellement), climatiques (hiver exceptionnel ou canicule), feux de forêts, mouvements de terrains ou sismique (sismicité très faible).
Il est également exposé à un risque technologique : le transport de matières dangereuses,.

#### Risques naturels

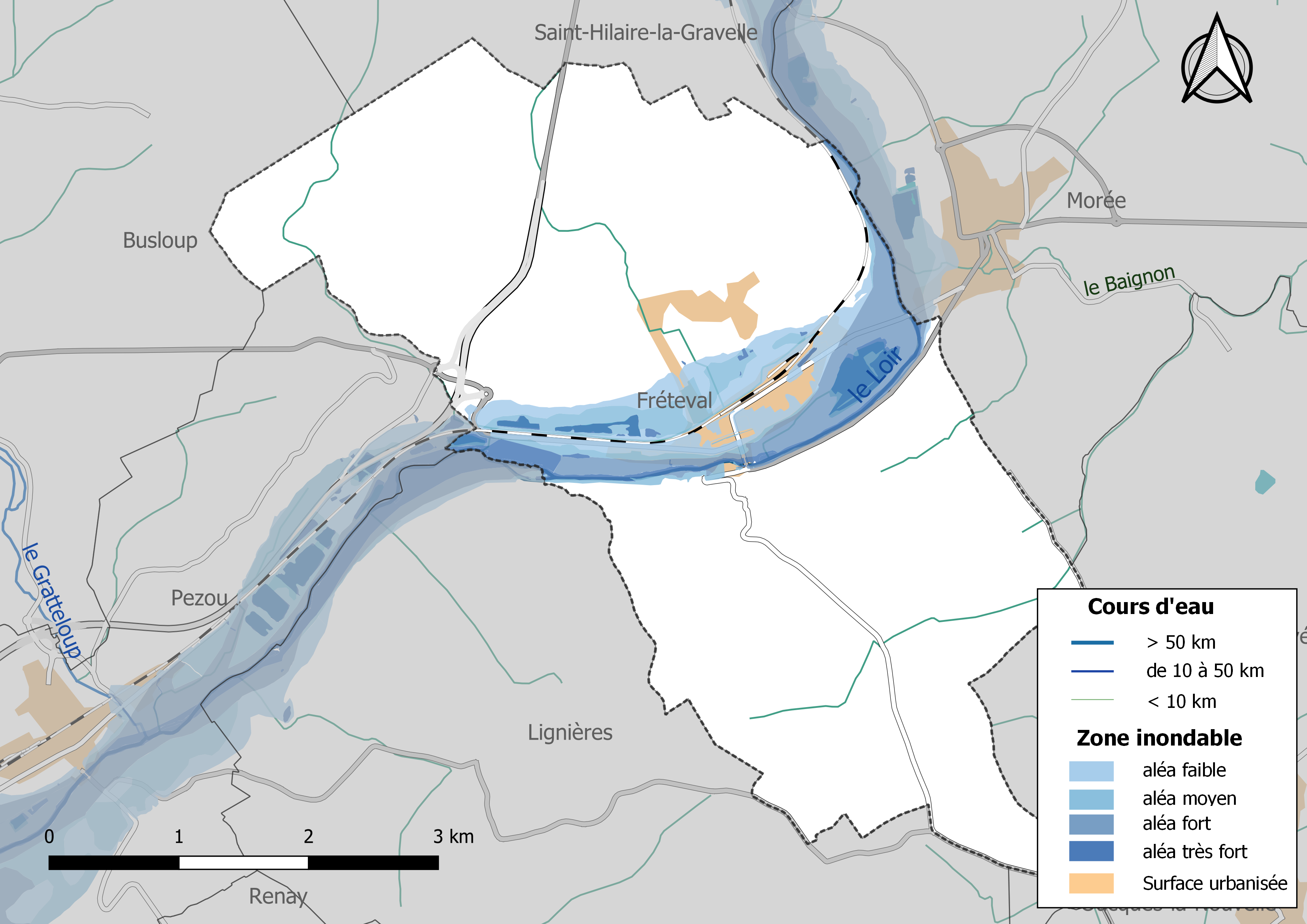
Zones inondables de la commune de Fréteval.

Les mouvements de terrains susceptibles de se produire sur la commune sont soit liés au retrait-gonflement des argiles, soit des chutes de blocs, soit des glissements de terrains, soit des effondrements liés à des cavités souterraines. Le phénomène de retrait-gonflement des argiles est la conséquence d'un changement d'humidité des sols argileux. Les argiles sont capables de fixer l'eau disponible mais aussi de la perdre en se rétractant en cas de sécheresse. Ce phénomène peut provoquer des dégâts très importants sur les constructions (fissures, déformations des ouvertures) pouvant rendre inhabitables certains locaux. La carte de zonage de cet aléa peut être consultée sur le site de l'observatoire national des risques naturels Georisques. Une autre carte permet de prendre connaissance des cavités souterraines localisées sur la commune.
Les crues du Loir sont moins importantes que celles de la Loire, mais elles peuvent provoquer des dégâts importants. Les crues historiques sont celles de 1665 (4 m à l'échelle de Vendôme), 1784 (2,84 m), 1961 (2,90 m) et 2004 (2 m). Le débit maximal historique est de 256 m3/s et caractérise une crue de retour cinquantennal. Le risque d'inondation est pris en compte dans l'aménagement du territoire de la commune par le biais du Plan de prévention du risque inondation (PPRI) du Loir.

#### Risques technologiques
Le risque de transport de marchandises dangereuses sur la commune est lié à sa traversée par une route à fort trafic. Un accident se produisant sur une telle infrastructure est en effet susceptible d'avoir des effets graves au bâti ou aux personnes jusqu'à 350 m, selon la nature du matériau transporté. Des dispositions d'urbanisme peuvent être préconisées en conséquence.

## Histoire

### Moyen Âge
Le 5 juillet 1194, la forêt aux alentours de Fréteval est le théâtre de la bataille de Fréteval où Richard Cœur de Lion, après avoir battu Philippe Auguste, s'empare des archives, du trésor et du sceau royal que le roi de France avait abandonnés dans sa fuite. Guillaume le Breton, historiographe du roi, rapporte que Philippe Auguste aurait ainsi perdu les « livrets de compte du fisc », reconstitués ensuite par Gauthier II de Nemours, grand chambellan. Cette perte décide le roi à sédentariser les archives, en rassemblant les documents les plus importants à Paris ; aussi en charge-t-il son conseiller Guérin, qui créa le Trésor des Chartes.

### Révolution française et Empire
Le décret de l'Assemblée nationale du 12 novembre 1789 décrète qu'« il y aura une municipalité dans chaque ville, bourg, paroisse ou communauté de campagne », mais ce n'est qu'avec le décret de la Convention nationale du 10 brumaire an II (31 octobre 1793) que la paroisse de Fréteval devient formellement « commune de Fréteval »,.
En 1790, dans le cadre de la création des départements, la municipalité est rattachée au canton de Morée et au district de Vendôme. Les cantons sont supprimés, en tant que découpage administratif, par une loi du 26 juin 1793, et ne conservent qu'un rôle électoral, permettant l'élection des électeurs du second degré chargés de désigner les députés,. La Constitution du 5 fructidor an III, appliquée à partir de vendémiaire an IV (1795) supprime les districts, considérés comme des rouages administratifs liés à la Terreur, mais maintient les cantons qui acquièrent dès lors plus d'importance en retrouvant une fonction administrative. Enfin, sous le Consulat, un redécoupage territorial visant à réduire le nombre de justices de paix ramène le nombre de cantons en Loir-et-Cher de 33 à 24. Fréteval est alors rattachée au canton de Morée et à l'arrondissement de Vendôme par arrêté du 5 vendémiaire an X (26 septembre 1801),,. Cette organisation va rester inchangée pendant près de 150 ans.
En 1811, la commune a absorbé la voisine de Saint-Lubin-des-Prés.

### Époque contemporaine

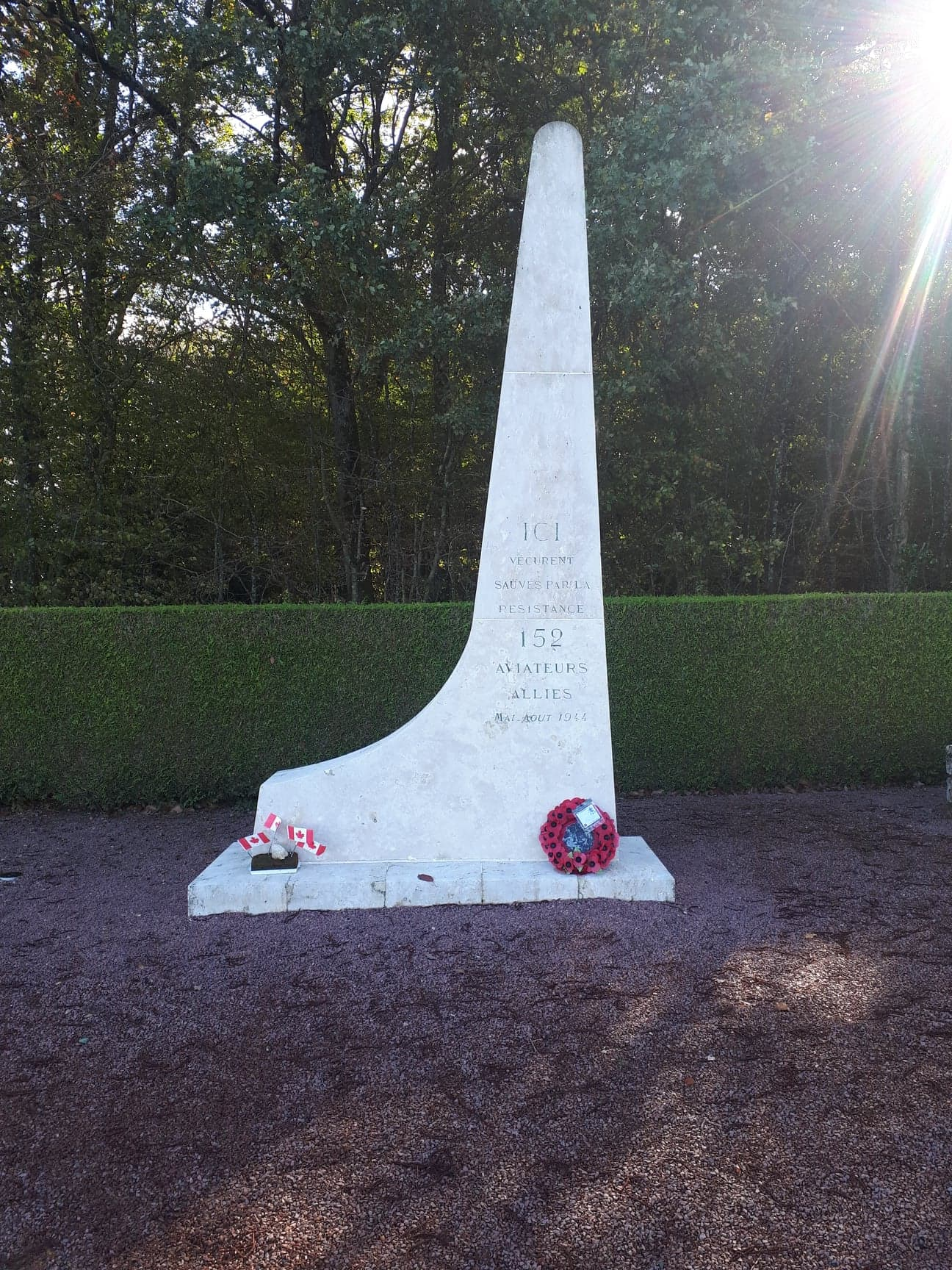
Stèle commémorative du Camp de Fréteval.

Lors de la Guerre franco-allemande de 1870, en décembre 1870, l'armée de la Loire remporte à Fréteval une victoire contre les Prussiens.
Entre le 29 janvier 1939 et le 8 février, plus de 3 100 réfugiés espagnols fuyant l'effondrement de la république espagnole devant Franco, arrivent dans le Loir-et-Cher. Devant l'insuffisance des structures d'accueil (les haras de Selles-sur-Cher sont notamment utilisés), 47 villages sont mis à contribution, dont Fréteval. Les réfugiés, essentiellement des femmes et des enfants, sont soumis à une quarantaine stricte, vaccinés, le courrier est limité, le ravitaillement, s'il est peu varié et cuisiné à la française, est cependant assuré. Au printemps et à l'été, les réfugiés sont regroupés à Bois-Brûlé (commune de Boisseau).
Durant la Seconde Guerre mondiale, la commune est un lieu d'accueil de pilotes abattus : 152 pilotes sont sauvés dans le camp de Fréteval.

### Saint-Lubin-des-Prés
La commune de Saint-Lubin-des-Prés se trouvait sur le site de l'actuel étang de Fréteval. Son nom renvoie à saint Lubin, évêque de Chartres au VIe siècle. Renommée Pré Lubin à la Révolution, elle est absorbée en 1811 puis disparait après 1870. Des fouilles archéologiques lors du creusement de l'étang de Fréteval ont révélé la présence d'une nécropole mérovingienne et gallo-romaine (26 sépultures dévoilées).

## Politique et administration

### Découpage territorial
La commune de Fréteval est membre de la communauté de communes du Perche et Haut Vendômois, un établissement public de coopération intercommunale (EPCI) à fiscalité propre créé le 1er janvier 2014.
Elle est rattachée sur le plan administratif à l'arrondissement de Vendôme, au département de Loir-et-Cher et à la région Centre-Val de Loire, en tant que circonscriptions administratives. Sur le plan électoral, elle est rattachée au canton du Perche depuis 2015 pour l'élection des conseillers départementaux et à la troisième circonscription de Loir-et-Cher pour les élections législatives.

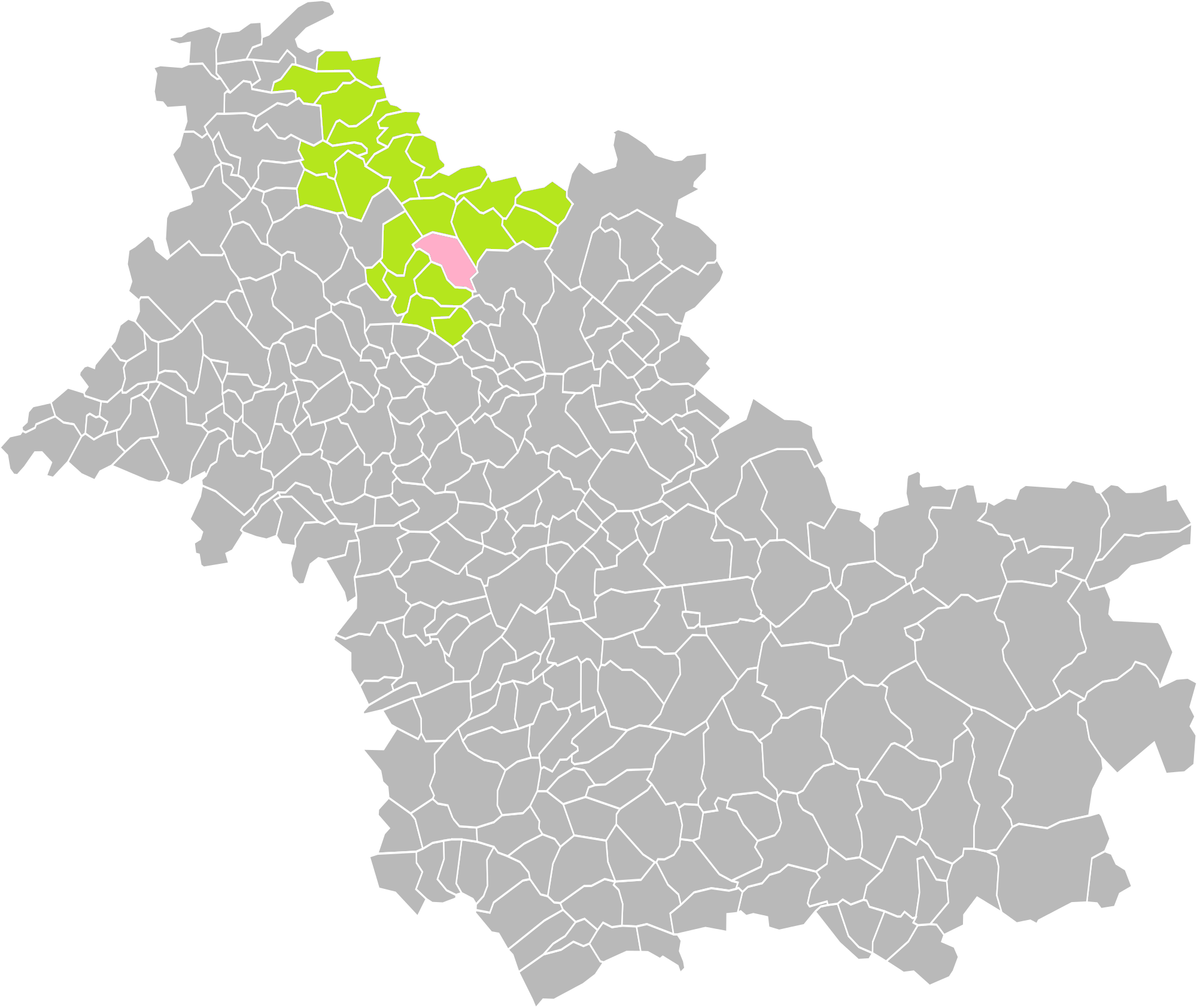
Fréteval dans l'intercommunalité en 2016.
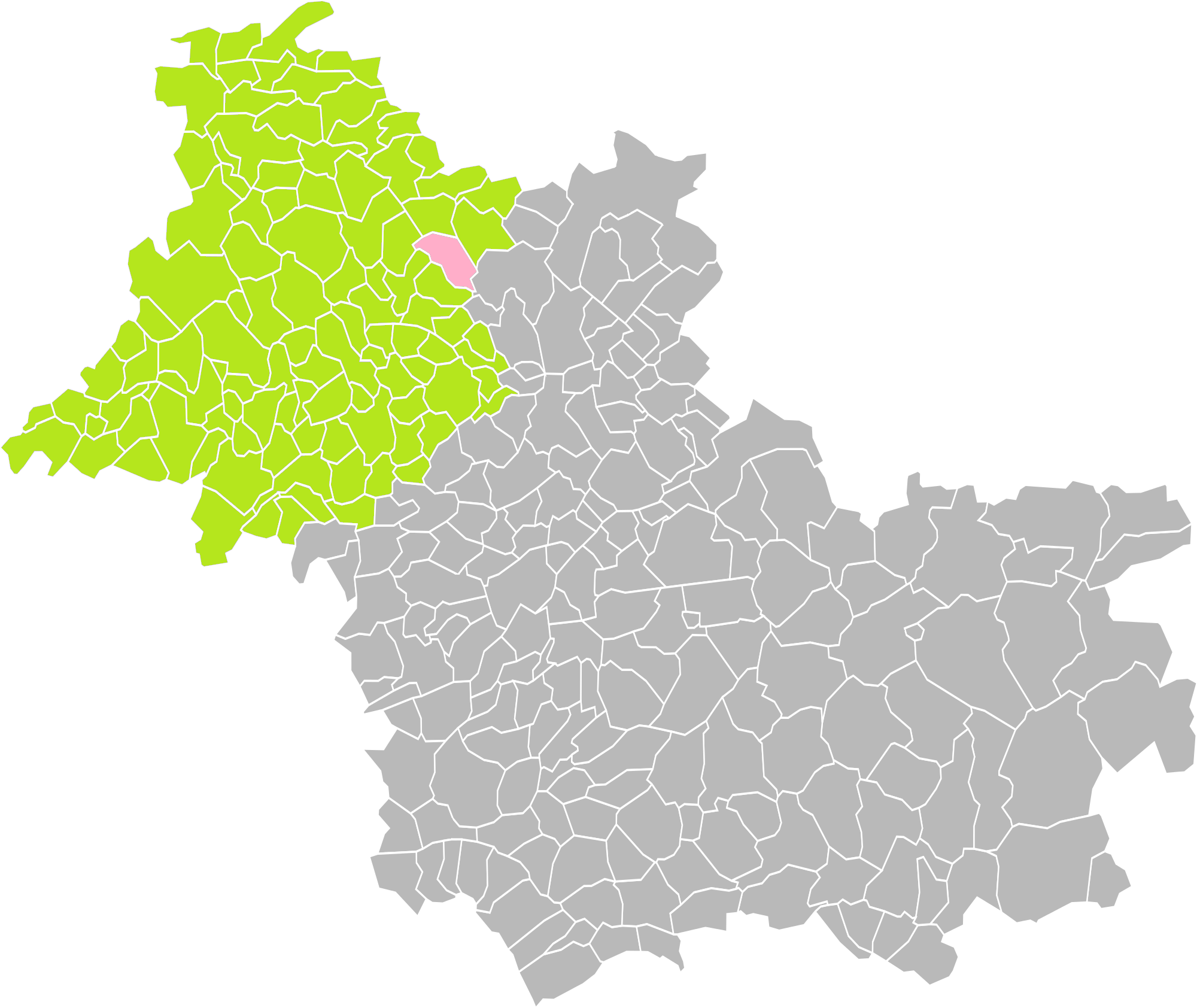
Fréteval dans l'arrondissement de Vendôme en 2016.
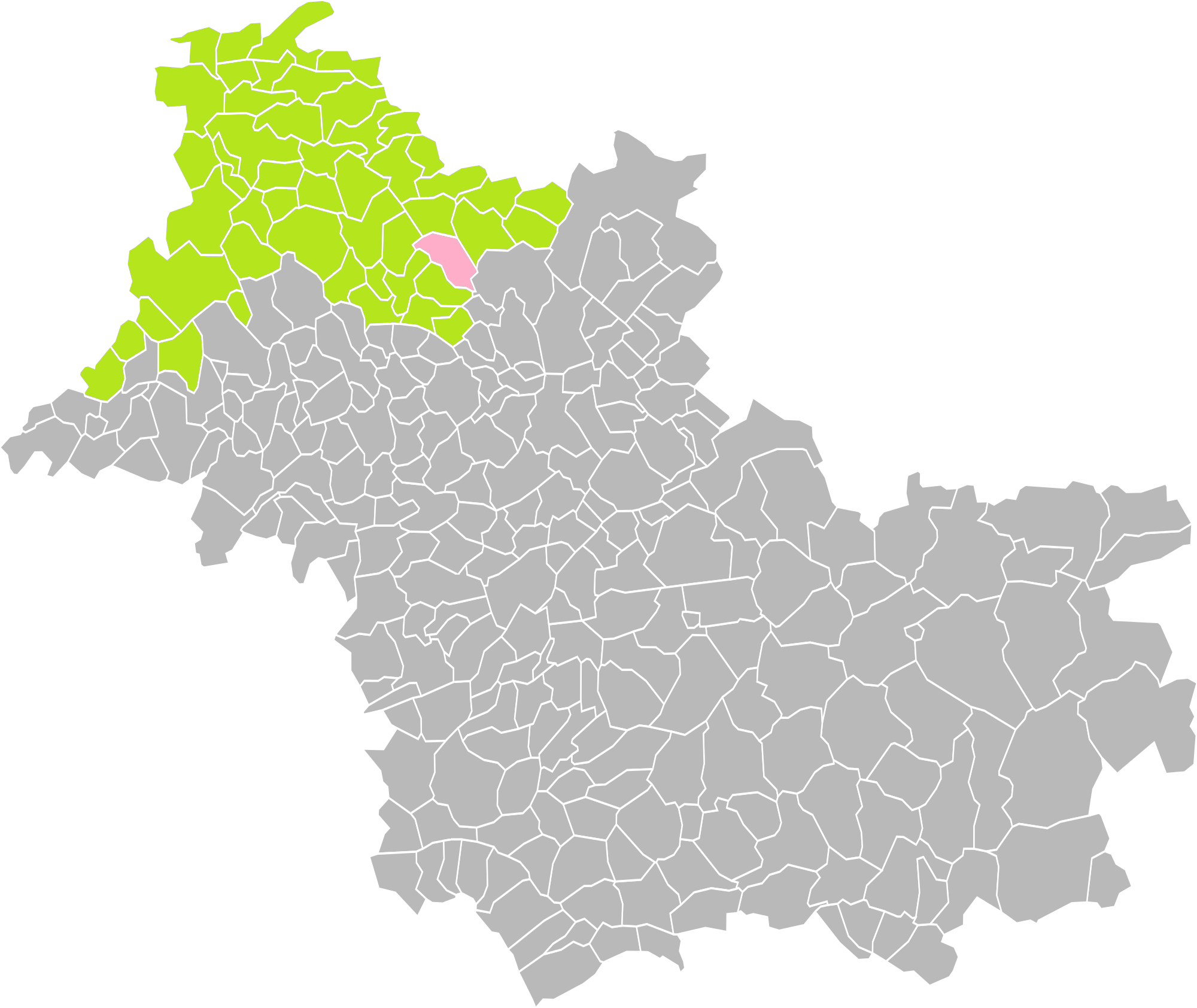
Fréteval dans le canton du Perche en 2016.

### Politique et administration municipale

#### Conseil municipal et maire
Le conseil municipal de Fréteval, commune de plus de 1 000 habitants, est élu au scrutin proportionnel plurinominal avec prime majoritaire.
Compte tenu de la population communale, le nombre de sièges au conseil municipal est de 15. Le maire, à la fois agent de l'État et exécutif de la commune en tant que collectivité territoriale, est élu par le conseil municipal au scrutin secret lors de la première réunion du conseil suivant les élections municipales, pour un mandat de six ans, c'est-à-dire pour la durée du mandat du conseil.
| Période                                  | Période                        | Identité                  | Étiquette    | Qualité |
| ---------------------------------------- | ------------------------------ | ------------------------- | ------------ | --- |
| Les données manquantes sont à compléter. |                                |                           |              | |
| 1790                                     | 1793                           | Jean Champion             |              | |
| 1793                                     | 1794                           | Nicolas Coustard          |              | |
| 1794                                     | 1797                           | François Pierre Paul Boys |              | |
| 1797                                     | 1805                           | Jean-Baptiste Augis       |              | |
| 1805                                     | 1815                           | Jean-Baptiste Bonneau     |              | |
| 1815                                     | 1830                           | M. Le Trosne de Morville  |              | |
| 1830                                     | 1834                           | Jean-Jacques Daveze       |              | |
| 1834                                     | 1837                           | Pierre Jacques Rolle      |              | Maître de forges |
| 1837                                     | 1846                           | Jean-Jacques Daveze       |              | |
| 1846                                     | 1870                           | M. Loiseau                |              | |
| 1870                                     | 1878                           | M. Bruere                 |              | |
| 1878                                     | 1888                           | M. Daveze                 |              | |
| 1888                                     | 1896                           | M. Desvaux                |              | |
| 1896                                     | 1900                           | M. Dore                   |              | |
| 1900                                     | 1904                           | M. Desvaux                |              | |
| 1904                                     |                                | M. Taueau                 |              | |
|                                          |                                |                           |              | |
| 1944                                     | 1955                           | Norbert Ménager           | SFIO         | Broyeur puis mouleur Conseiller général de Morée (1945 → 1955) |
|                                          |                                |                           |              | |
| mars 1994                                | octobre 2023                   | Bernard Pillefer          | UDI puis DVD | Professeur Conseiller général de Morée (2008 → 2015) Conseiller départemental du Perche (2015 → ) Vice-président du Conseil départemental de Loir-et-Cher (2015 → 2023) Président de la CC du Haut Vendômois (1995 → 2013) Président de la CC du Perche et Haut Vendômois (2014 → 2017) Sénateur de Loir-et-Cher (2023 → ) Démissionnaire après son élection comme sénateur |
| octobre 2023                             | En cours (au 30 novembre 2023) |                           |              | Cadre retraité Vice-président de la CC du Perche et Haut Vendômois |

## Équipements et services

### Eau et assainissement
L'organisation de la distribution de l'eau potable, de la collecte et du traitement des eaux usées et pluviales relève des communes. La compétence eau et assainissement des communes est un service public industriel et commercial (SPIC).

#### Alimentation en eau potable
Le service d'eau potable comporte trois grandes étapes : le captage, la potabilisation et la distribution d'une eau potable conforme aux normes de qualité fixées pour protéger la santé humaine. En 2019, la commune est membre du syndicat intercommunal d'adduction d'eau potable de Freteval qui assure le service en régie.

#### Assainissement des eaux usées
En 2019, la commune de Fréteval gère le service d'assainissement collectif en régie directe, c'est-à-dire avec ses propres personnels, avec le statut de régie à autonomie financière.
Deux stations de traitement des eaux usées sont en service au 1er janvier 2019 sur le territoire communal :
- « Site De L'Ancienne Station », un équipement utilisant la technique de l'aération par boues activées, avec prétraitement et déphosphatation physico-chimique, dont la capacité est de 950 EH, mis en service le 1er avril 1991[66] ;
- « Le Plessis », un équipement utilisant la technique des filtres plantés, dont la capacité est de 150 EH, mis en service le 1er juillet 2008[67].

L'assainissement non collectif (ANC) désigne les installations individuelles de traitement des eaux domestiques qui ne sont pas desservies par un réseau public de collecte des eaux usées et qui doivent en conséquence traiter elles-mêmes leurs eaux usées avant de les rejeter dans le milieu naturel. La communauté de communes du Perche et Haut Vendômois assure pour le compte de la commune le service public d'assainissement non collectif (SPANC), qui a pour mission de vérifier la bonne exécution des travaux de réalisation et de réhabilitation, ainsi que le bon fonctionnement et l'entretien des installations.

### Sécurité, justice et secours
La sécurité de la commune est assurée par la brigade de gendarmerie de Pezou qui dépend du groupement de gendarmerie départementale de Loir-et-Cher installé à Blois.
En matière de justice, Fréteval relève du conseil de prud'hommes de Blois, de la Cour d'appel d'Orléans (juridiction de Blois), de la Cour d'assises de Loir-et-Cher, du tribunal administratif de Blois, du tribunal de commerce de Blois et du tribunal judiciaire de Blois.

## Population et société

### Démographie

#### Évolution démographique
L'évolution du nombre d'habitants est connue à travers les recensements de la population effectués dans la commune depuis 1793. Pour les communes de moins de 10 000 habitants, une enquête de recensement portant sur toute la population est réalisée tous les cinq ans, les populations de référence des années intermédiaires étant quant à elles estimées par interpolation ou extrapolation. Pour la commune, le premier recensement exhaustif entrant dans le cadre du nouveau dispositif a été réalisé en 2006.

En 2022, la commune comptait 1 065 habitants, en évolution de −2,2 % par rapport à 2016 (Loir-et-Cher : −1,15 %, France hors Mayotte : +2,11 %).
| 1793 | 1800 | 1806 | 1821 | 1831 | 1836 | 1841 | 1846 | 1851 |
| ---- | ---- | ---- | ---- | ---- | ---- | ---- | ---- | ---- |
| 365  | 403  | 378  | 764  | 762  | 896  | 900  | 847  | 871  |

| 1856 | 1861 | 1866  | 1872 | 1876 | 1881 | 1886  | 1891  | 1896 |
| ---- | ---- | ----- | ---- | ---- | ---- | ----- | ----- | ---- |
| 909  | 979  | 1 025 | 973  | 975  | 945  | 1 020 | 1 012 | 976  |

| 1901 | 1906 | 1911  | 1921 | 1926 | 1931 | 1936 | 1946 | 1954 |
| ---- | ---- | ----- | ---- | ---- | ---- | ---- | ---- | ---- |
| 957  | 957  | 1 002 | 910  | 932  | 856  | 801  | 828  | 747  |

| 1962 | 1968 | 1975 | 1982 | 1990 | 1999 | 2006  | 2011  | 2016  |
| ---- | ---- | ---- | ---- | ---- | ---- | ----- | ----- | ----- |
| 829  | 899  | 909  | 863  | 848  | 897  | 1 024 | 1 121 | 1 089 |

| 2021  | 2022  | - | - | - | - | - | - | - |
| ----- | ----- | - | - | - | - | - | - | - |
| 1 059 | 1 065 | - | - | - | - | - | - | - |

#### Pyramide des âges
En 2018, le taux de personnes d'un âge inférieur à 30 ans s'élève à 30,5 %, soit en dessous de la moyenne départementale (31,3 %). À l'inverse, le taux de personnes d'âge supérieur à 60 ans est de 32,6 % la même année, alors qu'il est de 31,6 % au niveau départemental.
En 2018, la commune comptait 539 hommes pour 536 femmes, soit un taux de 50,14 % d'hommes, légèrement supérieur au taux départemental (48,55 %).
Les pyramides des âges de la commune et du département s'établissent comme suit.
| Hommes | Classe d’âge | Femmes |
| ------ | ------------ | ------ |
| 0,6    | 90 ou +      | 2,7    |
| 9,5    | 75-89 ans    | 12,0   |
| 21,3   | 60-74 ans    | 19,1   |
| 18,7   | 45-59 ans    | 20,2   |
| 18,1   | 30-44 ans    | 16,9   |
| 12,7   | 15-29 ans    | 12,6   |
| 19,3   | 0-14 ans     | 16,5   |

| Hommes | Classe d’âge | Femmes |
| ------ | ------------ | ------ |
| 1,1    | 90 ou +      | 2,6    |
| 9,2    | 75-89 ans    | 11,9   |
| 19,7   | 60-74 ans    | 20,4   |
| 20,7   | 45-59 ans    | 20     |
| 16,5   | 30-44 ans    | 16,2   |
| 15,2   | 15-29 ans    | 13,2   |
| 17,6   | 0-14 ans     | 15,7   |

## Économie

### Secteurs d'activité
Le tableau ci-dessous détaille le nombre d'entreprises implantées à Fréteval selon leur secteur d'activité et le nombre de leurs salariés :
|                                                              | total | % com (% dep) | 0 salarié | 1 à 9 salarié(s) | 10 à 19 salariés | 20 à 49 salariés | 50 salariés ou plus |
| ------------------------------------------------------------ | ----- | ------------- | --------- | ---------------- | ---------------- | ---------------- | ------------------- |
| Ensemble                                                     | 72    | 100,0 (100)   | 50        | 20               | 2                | 0                | 0                   |
| Agriculture, sylviculture et pêche                           | 10    | 13,9 (11,8)   | 7         | 3                | 0                | 0                | 0                   |
| Industrie                                                    | 6     | 8,3 (6,5)     | 3         | 3                | 0                | 0                | 0                   |
| Construction                                                 | 10    | 13,9 (10,3)   | 8         | 2                | 0                | 0                | 0                   |
| Commerce, transports, services divers                        | 32    | 44,4 (57,9)   | 24        | 8                | 0                | 0                | 0                   |
| dont commerce et réparation automobile                       | 9     | 12,5 (17,5)   | 8         | 1                | 0                | 0                | 0                   |
| Administration publique, enseignement, santé, action sociale | 14    | 19,4 (13,5)   | 8         | 4                | 2                | 0                | 0                   |
| Champ : ensemble des activités.                              |       |               |           |                  |                  |                  |                     |

Le secteur du commerce, transports et services divers est prépondérant sur la commune (32 entreprises sur 72) néanmoins le secteur agricole reste important puisqu'en proportions (13,9 %), il est plus important qu'au niveau départemental (11,8 %).
Sur les 72 entreprises implantées à Fréteval en 2016, 50 ne font appel à aucun salarié, 20 comptent 1 à 9 salariés et 2 emploient entre 10 et 19 personnes
Au 1er juillet 2017, la commune est classée en zone de revitalisation rurale (ZRR), un dispositif visant à aider le développement des territoires ruraux principalement à travers des mesures fiscales et sociales. Des mesures spécifiques en faveur du développement économique s'y appliquent également.

### Agriculture
L'occupation des sols est marquée par l'importance des espaces agricoles et naturels qui occupent la quasi-totalité du territoire communal.
En 2010, l'orientation technico-économique de l'agriculture sur la commune est la culture de céréales et d'oléoprotéagineux (COP). Le département a perdu près d'un quart de ses exploitations en 10 ans, entre 2000 et 2010 (c'est le département de la région Centre-Val de Loire qui en compte le moins). Cette tendance se retrouve également au niveau de la commune où le nombre d'exploitations est passé de 14 en 1988 à 5 en 2000 puis à 4 en 2010. Parallèlement, la taille de ces exploitations augmente, passant de 61 ha en 1988 à 206 ha en 2010.
Le tableau ci-dessous présente les principales caractéristiques des exploitations agricoles de Fréteval, observées sur une période de 22 ans :
|                                      | 1988                 | 2000                 | 2010                 |
| Dimension économique                 | Dimension économique | Dimension économique | Dimension économique |
| ------------------------------------ | -------------------- | -------------------- | -------------------- |
| Nombre d'exploitations (u)           | 14                   | 5                    | 4                    |
| Travail (UTA)                        | 17                   | 10                   | 7                    |
| Surface agricole utilisée (ha)       | 849                  | 871                  | 825                  |
| Cultures                             |                      |                      |                      |
| Terres labourables (ha)              | 797                  | 857                  | 823                  |
| Céréales (ha)                        | 542                  | 576                  | 560                  |
| dont blé tendre (ha)                 | 354                  | 268                  | 330                  |
| dont maïs-grain et maïs-semence (ha) | 89                   | s                    | s                    |
| Tournesol (ha)                       | 100                  | s                    | s                    |
| Colza et navette (ha)                | 62                   | 88                   | 101                  |
| Élevage                              |                      |                      |                      |
| Cheptel (UGBTA)                      | 116                  | 52                   | 1                    |

#### Produits labellisés
Le territoire de la commune est intégré aux aires de productions de divers produits bénéficiant d'une indication géographique protégée (IGP) : le vin Val-de-loire, les volailles de l’Orléanais et les volailles du Maine,.

## Culture locale et patrimoine

### Lieux et monuments

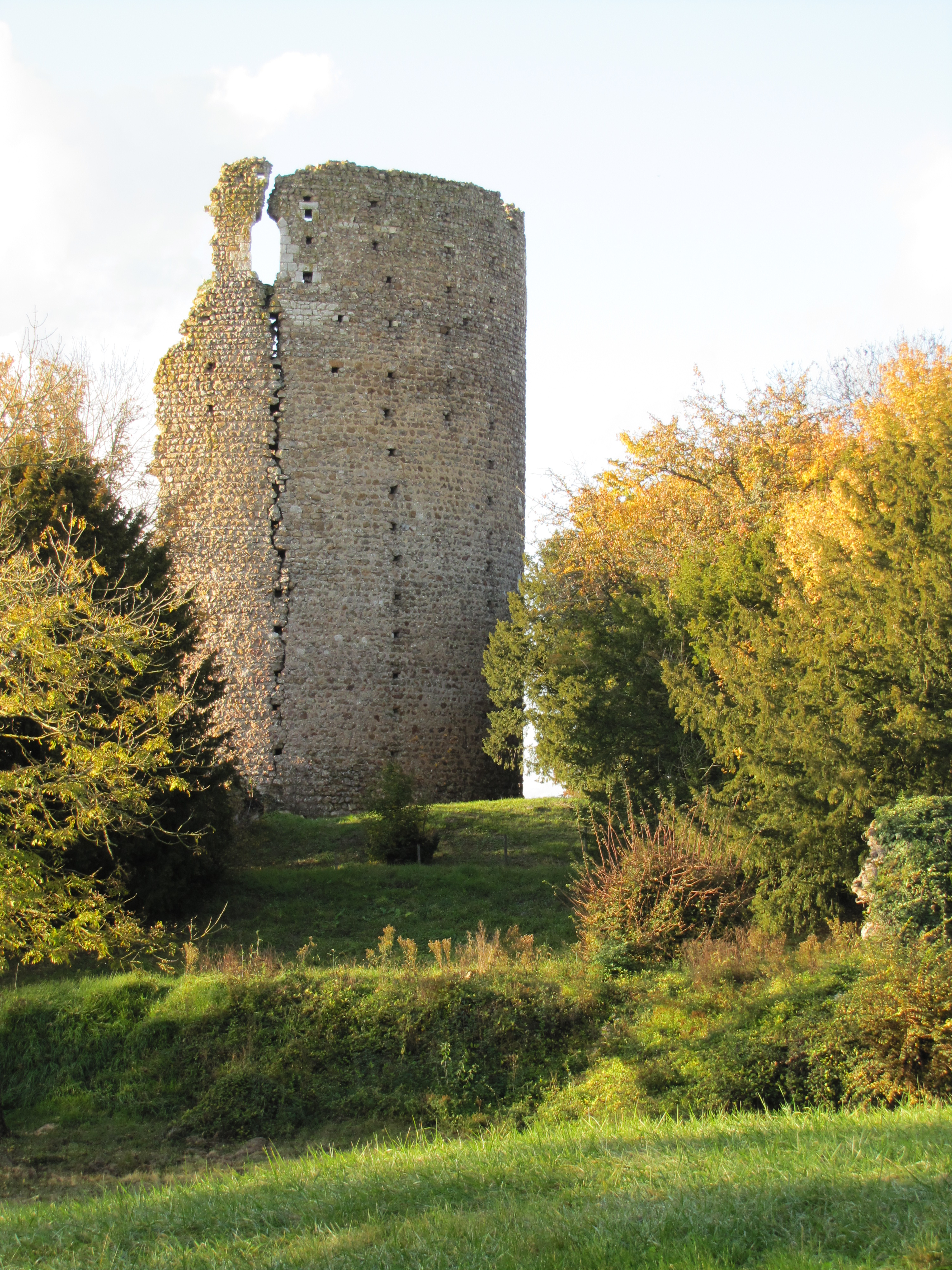
Donjon du château de Fréteval.

- Tour de Grisset, aux abords de la nationale 10. Dans les années 1950, des fouilles exhumèrent ce qui devait constituer les thermes d'une importante villa datant du IIe siècle.
- Château de Fréteval, donjon féodal de la fin du XIe siècle, qui passe pour l'un des plus anciens donjons circulaires de France.
- Lavoir sur le Loir.
- Dolmen des Louettes.
- Manoir de Beauregard.

### Personnalités liées à la commune
- Sosthènes II de La Rochefoucauld, duc de Doudeauville, duc de Bisaccia (1825-1908), ambassadeur de France, député (1871-1898), chef du parti monarchiste à la Chambre, président du Jockey Club, Bailli Grande Croix de l'Ordre Souverain de Malte, Il finança une armée pour défendre le pape lors de l'Unification italienne.[pourquoi ?]

### Héraldique
| Blason de Fréteval | Blason  | D'argent aux deux fasces de gueules accompagnées de six merlettes du même en orle.                           |
| Blason de Fréteval | Détails | Armes des premiers seigneurs de Fréteval du XIe au XIIIe s. Le statut officiel du blason reste à déterminer. |

## Pour approfondir

### Article(s) connexe(s)
- Liste des communes de Loir-et-Cher